# Javine
Javine, eigentlich Javine Dionne Hylton, (* 27. Dezember 1981 in London) ist eine britische Sängerin.

## Frühe Jahre
Musikalische Erfahrung sammelte Javine, als sie zwei Jahre lang die Rolle der Nala im Musical Der König der Löwen im Londoner West End spielte. Sie kündigte, um 2002 an der zweiten Staffel der britischen Ausgabe der Castingshow Popstars teilzunehmen. Sie schaffte es unter die letzten sechs und scheiterte nur an der letzten Hürde, die sie zu einer der fünf Sängerinnen der später erfolgreichen Girlgroup Girls Aloud gemacht hätte.

## Erste Studioaufnahmen
Im Sommer 2003 veröffentlichte Javine ihre erste Single Real Things, mit der sie den vierten Platz in den britischen Charts erreichte. Drei weitere Singles folgten, die ebenfalls die Top 20 erreichten. Im Sommer 2004 kam ihr erstes Album unter dem Titel Surrender heraus. Obwohl sie mit erfolgreichen Komponisten wie Eg White zusammenarbeitete, erreichte die CD nur Platz 73 in den Albumcharts, woraufhin sich ihr Plattenlabel Ende 2004 von ihr trennte.

## Eurovision Song Contest
Mit dem Lied Touch My Fire, das sie zusammen mit John Themis geschrieben hatte, nahm Javine 2005 an Making Your Mind Up, der britischen Vorentscheidung zum Eurovision Song Contest teil. Sie konnte sich gegen die vier anderen Kandidaten, unter anderem auch die hochfavorisierte Katie Price, durchsetzen. Als sie ihren Siegertitel erneut vortrug, verrutschte ihr Kleid, sodass im Fernsehen ihre blanke Brust zu sehen war, was in den britischen Medien für einen großen Aufschrei sorgte. Beim Eurovision Song Contest 2005 in Kiew hatte sie wenig Erfolg: Mit nur 18 Punkten landete sie auf Platz 22 unter 24 Teilnehmern, obwohl sie mit 33/1 vor dem Wettbewerb gute Wettquoten hatte. Später sagte sie, sie hätte wegen einer Halsentzündung keine optimale stimmliche Leistung erbringen können.

## Nach dem Wettbewerb
2006 nahm sie an der Prominenten-Sportsendung The Games teil, die sie auch gewann. Mit ihrem Konkurrenten in der Sendung Michael Harvey, der zu diesem Zeitpunkt mit Alesha Dixon verheiratet war, begann sie eine Affäre. Im Februar 2008 bekamen die beiden eine Tochter. 2006 brachte sie zudem in Zusammenarbeit mit Soul Avengerz die Single Don’t Let the Morning Come heraus. Im selben Jahr wurde ihr wegen Fahrens unter Alkoholeinfluss für 18 Monate die Fahrerlaubnis entzogen.